# Ron Kiefel
Ron Kiefel, född den 11 april 1960 i Colorado i USA, är en amerikansk tävlingscyklist som tog OS-brons i lagtempolopet vid olympiska sommarspelen 1984 i Los Angeles. 